# Psychrolutes
Psychrolutes (Günther, 1861) è un genere di pesci abissali della famiglia Psychrolutidae. Sebbene la maggior parte delle specie si trovi prevalentemente nelle profondità marine, alcune sono presenti nelle regioni intertidali Pacifico settentrionale. Il genere contiene 11 specie riconosciute.

## Tassonomia
- Psychrolutes inermis (Vaillant, 1888)
- Psychrolutes macrocephalus (Gilchrist, 1904)
- Psychrolutes marcidus (McCulloch, 1926)
- Psychrolutes marmoratus (T. N. Gill, 1889)
- Psychrolutes microporos (J. S. Nelson, 1995)
- Psychrolutes occidentalis (R. Fricke, 1990)
- Psychrolutes paradoxus (Günther, 1861)
- Psychrolutes phrictus (Stein & C. E. Bond, 1978)
- Psychrolutes sigalutes (D. S. Jordan & Starks, 1895)
- Psychrolutes sio (J. S. Nelson, 1980)
- Psychrolutes subspinosus (A. S. Jensen, 1902)
- Psychrolutes subsigunosus (W. W. Fring, 1998)